# Ernst Holtz
Ernst Holtz (ur. 24 lipca 1854 w Renz, zm. 1935 w Poczdamie) – niemiecki prawnik, landrat powiatu katowickiego, prezydent rejencji opolskiej.

## Życiorys
Urodził się 24 lipca 1854 roku w Renz (część Poseritz) na Rugii, w rodzinie posiadacza dóbr rycerskich ze Stralsundu. Studiował prawo na uniwersytetach w Heidelbergu i Greifswaldzie. W 1876 roku został referendarzem sądowym, a w 1879 roku referendarzem rejencyjnym przy rejencji w Stralsundzie. W 1883 roku objął stanowisko asesora rejencyjnego i przydzielono go do pracy w rejencji opolskiej.
W 1884 roku został wybrany przez rejencję opolską na landrata powiatu katowickiego, a funkcję tę pełnił do 1896 roku. Jeszcze w tym samym roku otrzymał tytuł honorowego obywatela Katowic, a będąc jeszcze landratem katowickim został oddelegowany do nadprezydium prowincji śląskiej we Wrocławiu. W 1898 roku został mianowany tajnym radcą rejencyjnym i radcą w Ministerstwie Spraw Wewnętrznych Prus.
W 1900 roku, po odejściu ze stanowiska prezydenta rejencji opolskiej Maxa von Pohla mianowano go jego następcą. Od lutego do kwietnia 1903 roku udał się z cesarzem niemieckim Wilhelmem II w rejs parowcem Augusta Victoria, odwiedzając kraje Orientu. Otrzymał tytuł honorowego obywatela Opola.
W 1907 roku został zatrudniony jako podsekretarz stanu (niem. Unterstaatssekretär) w Ministerstwie Spraw Wewnętrznych, natomiast w 1914 roku został szefem Wyższej Izby Obrachunkowej (niem. Oberrechnungskammer) w Poczdamie oraz Trybunału Obrachunkowego Rzeszy Niemieckiej (niem. Rechnungshof des Deutschen Reiches). Funkcję tę pełnił do 1922 roku.
Zmarł w 1935 roku w Poczdamie.

## Odznaczenia
- Order Orła Czerwonego II klasy z Liśćmi Dębu (1906)[7]
- Order Osmana II klasy z Gwiazdą (1903)[4]
- Order Świętego Stanisława II klasy (1904)[4]